# Nocturnes
Nocturnes es el segundo álbum de la artista británica Little Boots y que sale a la venta el 5 de mayo de 2013.
Esta colección de canciones cuenta con contribuciones de James Ford, de Simian Mobile Disco, y Andy Butler de Hercules and Love Affair, y "celebra el house de los 90, el disco de los 70 y la música electrónica futurista".
Según declaró Little Boots, el título del disco Nocturnes se debe a que es "un álbum que le debe mucho a la noche"

## Historial
El 1 de mayo de 2011, en una actuación en el China Music Valley en Beijing, Little Boots interpretó una nueva canción titulada "Crescendo" que sería incluida en un futuro álbum. El 24 de octubre de 2011, ella publicó una mixtape llamada Shake Until Your Heart Breaks, que incluía el primer sencillo del álbum titulado Shake. El 9 de marzo de 2012, ella publicó su tercera mixtape, Into the Future, que incluía un remix del siguiente sencillo, Every Night I Say a Prayer. En una entrevista con This Is Fake DIY que salió a la luz el 12 de diciembre de 2012, Little Boots reveló que estaba dando los últimos toques a su segundo álbum, comentando "Como artista me siento mucho más en paz acerca de mi estado creativo actual como artista de lo que estaba hace un año[...] Creo que todos siempre estamos nerviosos cuando tenemos que publicar algo que hemos creado, pero me he dado cuenta de lo que quiero hacer y cómo conseguirlo, más que estar intentado agradar a otras personas." Ella comentó que a nivel de sonido el álbum era "más representativo de ella como artista, al menos en 2012. No está tan influenciado por el synth pop de los 80, creo que es un álbum con más ritmo, algo que creo que ha tenido que ver con que he estado actuando como DJ y escuchado mucha música de baile."
El 15 de enero de 2013, Little Boots confirmó que ya había completado de grabar su segundo álbum, y que se publicaría en marzo de 2013. El portal Popjustice informó el 18 de enero de 2013 que una de las dos canciones que Little Boots publicó en vinilo con el seudónimo LB, y titulado Superstitious Heart, apareció en línea. El fin de semana del 23-24 de febrero de 2013, Little Boots publicó en las redes sociales distintos posts animando a que siguieran su cuenta en Instagram para recibir noticias del nuevo álbum, publicándose el 24 de febrero la portada del álbum y revelándose que el título sería Nocturnes. Un post anterior mostró varias de las que serían canciones del disco, incluyendo los sencillos "Shake" y "Every Night I Say A Prayer", así como canciones que habían sido interpretadas anteriormente en directo como "Motorway" y "Crescendo" y otros títulos como "Confusion", "Broken Record", "Beat Beat", "Strangers", "All For You", y "Satellites".
La tienda iTunes incluyó el álbum al día siguiente en su catálogo, dejando ver que canciones como el sencillo "Headphones" y el tema "Superstitious Heart", publicado en vinilo bajo el seudónimo LB, no fueron incluidas en el listado de Nocturnes.
El 25 de febrero de 2013, Little Boots publicó de manera gratuita "Motorway", la primera canción del álbum, para descargar en su sitio web. Después, el 18 de marzo de 2013 se supo que "Broken Record" sería el siguiente sencillo. El video promocional se filmó ese mismo mes de marzo.
El 17 de septiembre de 2013 se estrenó en vídeo para "Shake" primer sencillo lanzado del álbum.

## Listado de canciones
| N.º | Título                       | Escritor(es)                | Productor(es)   | Duración |  |
| 1.  | «Motorway»                   | Victoria Hesketh, Jim Eliot | Tim Goldsworthy | 4:59     |  |
| 2.  | «Confusion»                  | Hesketh, Jeppe Laursen      | Goldsworthy     | 5:01     |  |
| 3.  | «Broken Record»              | Hesketh, Rick Nowels        | Goldsworthy     | 4:33     |  |
| 4.  | «Shake»                      | Hesketh, James Ford         | Ford            | 5:31     |  |
| 5.  | «Beat Beat»                  | Hesketh, Pascal Gabriel     | Goldsworthy     | 4:18     |  |
| 6.  | «Every Night I Say a Prayer» | Hesketh, Andy Butler        | Butler          | 3:38     |  |
| 7.  | «Crescendo»                  | Hesketh, Eliot              | Goldsworthy     | 5:42     |  |
| 8.  | «Strangers»                  | Hesketh, Magnus Lidehäll    | Goldsworthy     | 6:39     |  |
| 9.  | «All for You»                | Hesketh, Butler             | Butler          | 4:21     |  |
| 10. | «Satellite»                  | Hesketh, Ariel Rechtshaid   | Goldsworthy     | 5:25     |  |

| Bonus track edición para Japón |        |                           |          |  |
| N.º                            | Título | Escritor(es)              | Duración |  |
| 11.                            | «Hush» | Hesketh, Ariel Rechtshaid | 3:50     |  |